# Villa Pojana

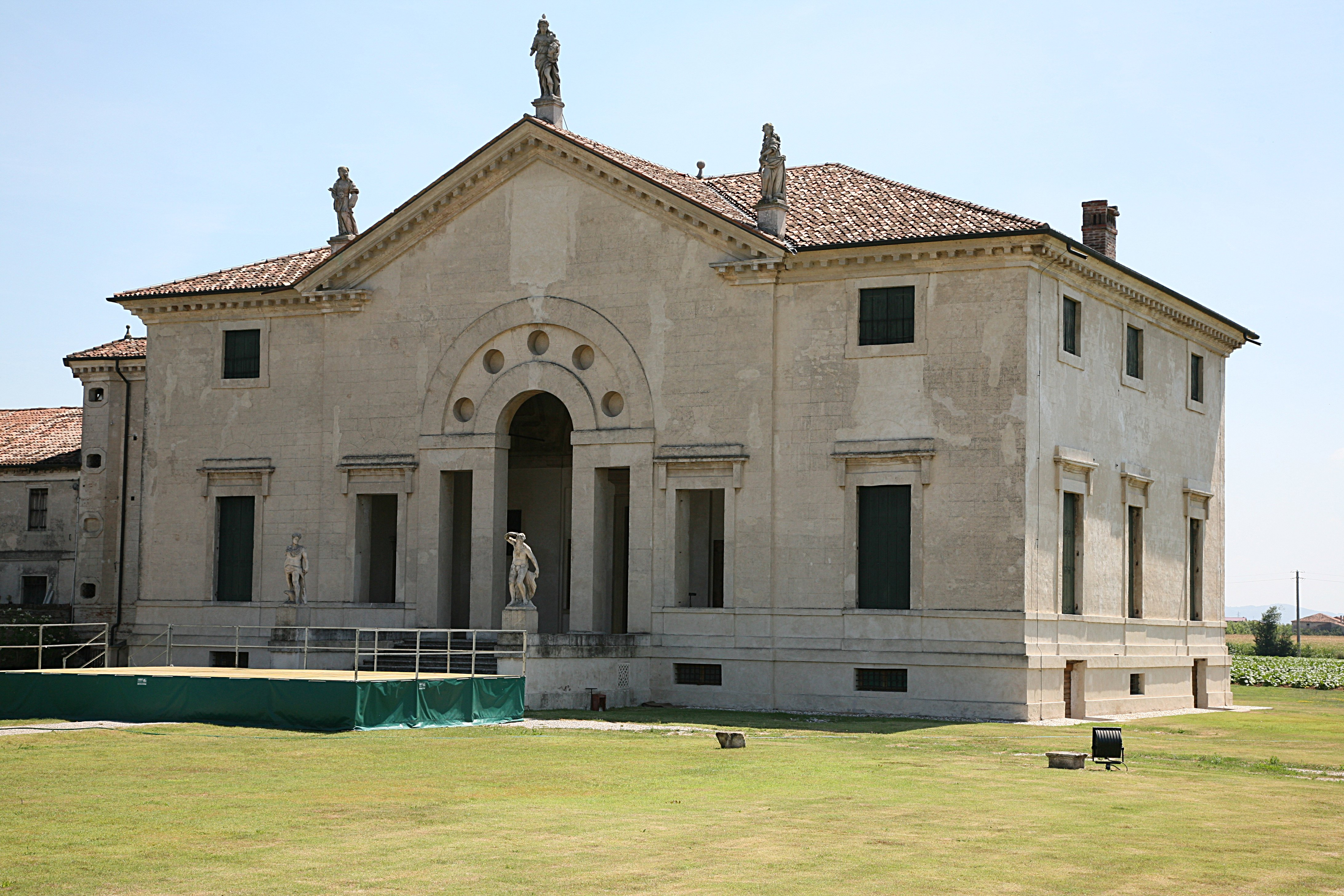
Villa Pojana

Grundriss und Schnitt aus I quattro libri dell'architettura (Andrea Palladio, 1570)

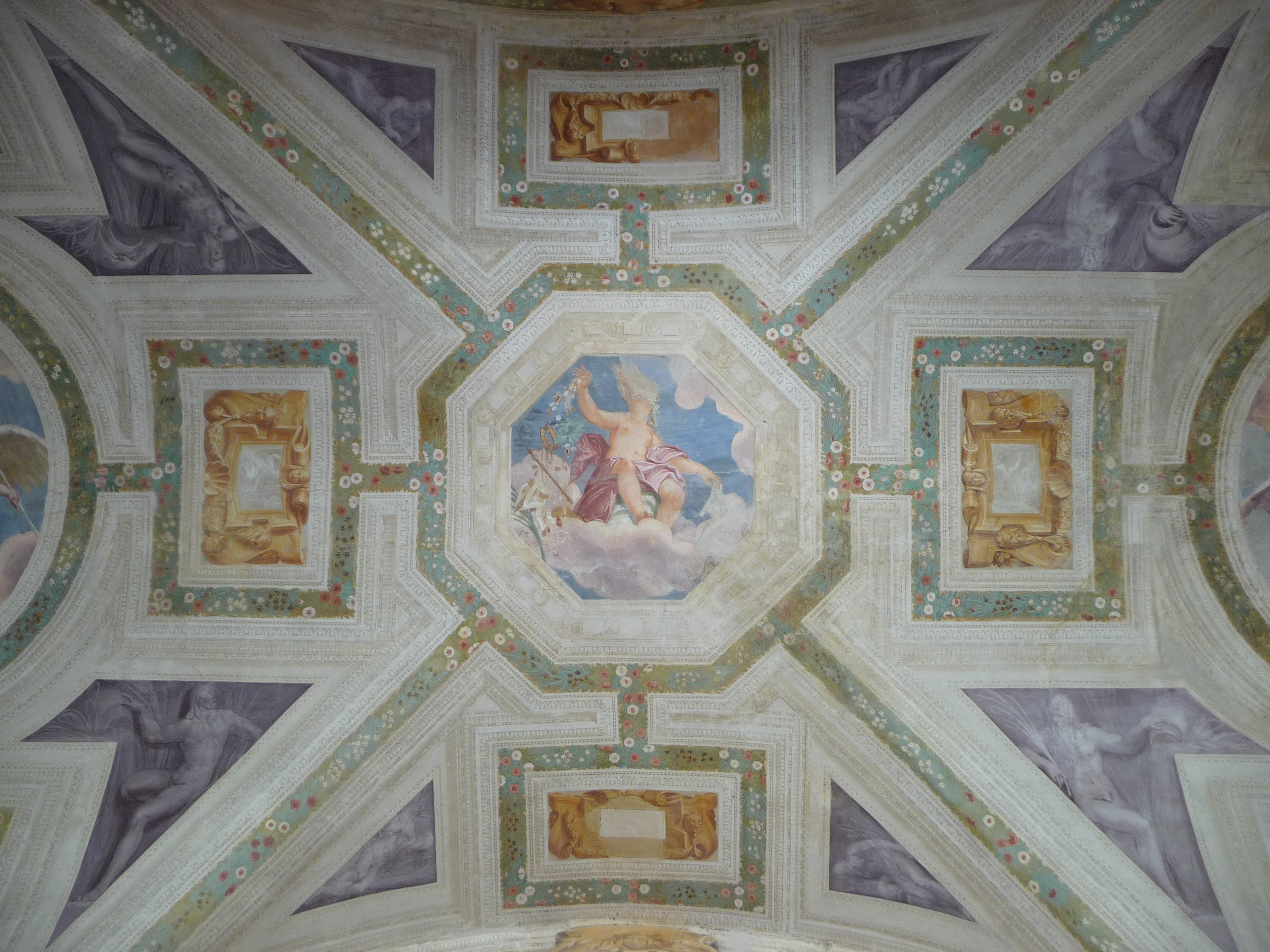
Fresko im Gewölbekreuz der Loggia

Die Villa Pojana (auch Villa Poiana geschrieben) in Pojana Maggiore in der Provinz Vicenza, Venetien, wurde von Andrea Palladio circa 1548/49 für Bonifacio Pojana entworfen. Das kennzeichnende Merkmal der Villa ist die Serliana mit Doppelgesims und fünf runden Ochsenaugen, die laut Ulmer dem Nymphäum in Genazzano von Donato Bramante nachempfunden ist.
In den Innenräumen befinden sich Fresken, die laut Palladio von „Meister Bernardino Indio & Meister Anselmo Canera, Malern aus Verona“ ausgeführt wurden. Im Gewölbekreuz der Loggia finden sich allegorische Gestalten. Im Kaisersaal auf der Villensüdseite sind Darstellungen aus der römischen Geschichte sowie eine gemalte Naturlandschaft zu sehen. Die Malereien in den anderen Räumen sind etwas bescheidener. In der Loggia befindet sich darüber hinaus eine Marmorbüste des Bauherrn.